# Processo agli ateisti
Il processo agli ateisti fu celebrato dall'Inquisizione nel Regno di Napoli nel periodo dal 1688 al 1697. Riguardò un numero limitato di imputati, tra i quali l'avvocato Basilio Giannelli e il matematico Giacinto de Cristoforo. Gli imputati non erano nomi eccellenti, ma personalità di second'ordine e, attraverso il processo, il papato intendeva rivolgere un monito a personalità più eminenti e arginare la proliferazione nel Regno di Napoli delle nuove filosofie e teorie scientifiche di ispirazione atomista e perfino ateista. Il processo si inserisce nel contesto del cosiddetto Illuminismo napoletano o comunque vi si correla.
Lo storico Luciano Osbat rimarca l'assenza di un'autentica "reazione nei confronti delle filosofie moderne", criticando così la tradizionale interpretazione del processo. A parere dello studioso si trattò piuttosto di una strumentalizzazione politica interna al sistema sociale del Regno di Napoli.